# Pays de Blain communauté
Die Pays de Blain Communauté ist ein französischer Gemeindeverband mit der Rechtsform einer Communauté de communes im Département Loire-Atlantique in der Region Pays de la Loire. Sie wurde am 8. Dezember 1993 gegründet und umfasst vier Gemeinden. Der Verwaltungssitz befindet sich im Ort Blain.

## Historische Entwicklung
Der Gemeindeverband beschloss 2022 die Änderung des bisherigen Namens Communauté de communes de la Région de Blain auf den aktuellen Namen.

## Mitgliedsgemeinden
| Gemeinde                 | Einwohner 1. Januar 2022 | Fläche km² | Dichte Einw./km² | Code INSEE | Postleitzahl |
| ------------------------ | ------------------------ | ---------- | ---------------- | ---------- | ------------ |
| Blain                    | 10.352                   | 101,72     | 102              | 44015      | 44130        |
| Bouvron                  | 3.067                    | 47,63      | 64               | 44023      | 44130        |
| La Chevallerais          | 1.559                    | 10,23      | 152              | 44221      | 44810        |
| Le Gâvre                 | 1.880                    | 53,58      | 35               | 44062      | 44130        |
| Pays de Blain communauté | 16.858                   | 213,16     | 79               | –          | –            |